# William Travilla
William Travilla, professionalmente conosciuto semplicemente come Travilla (Los Angeles, 22 marzo 1920 – Los Angeles, 2 novembre 1990), è stato un costumista statunitense per il teatro, il cinema e la televisione.

## Biografia
Travilla è principalmente conosciuto per aver vestito Marilyn Monroe in otto dei suoi film, realizzando tra l'altro il celebre abito bianco indossato in Quando la moglie è in vacanza (1955), quello rosa indossato in Gli uomini preferiscono le bionde (1953) e quello rosso indossato in Niagara (1953). Travilla strinse una forte intesa sentimentale-professionale con l'attrice, che in un'occasione gli scrisse "Billy caro, per favore vestimi per sempre. Ti amo, Marilyn".
Travilla vinse un premio Oscar per i costumi realizzati nel 1949 per il film Le avventure di Don Giovanni. In seguito fu candidato al premio anche per Come sposare un milionario (1953), Follie dell'anno (1954) e Donna d'estate (1963). Fu anche candidato sette volte agli Emmy Awards, premio che vinse nel 1980 per The Scarlett O'Hara War e nel 1985 per Dallas. Fra i suoi altri lavori si può citare anche Uccelli di rovo.
Nonostante egli stesso ammise di aver avuto una breve relazione con Marilyn Monroe, Travilla rimase per tutta la vita legato all'attrice Dona Drake, dalla quale ebbe un figlio. Morì nel 1990, un anno dopo la scomparsa della moglie, per un carcinoma del polmone.
Una mostra della collezione personale degli abiti conservati da William Travilla è stata allestita dopo la sua morte. La collezione include celebri abiti indossati da Marilyn Monroe, Dionne Warwick, Whitney Houston, Faye Dunaway, Judy Garland, Sharon Tate, Jane Russell, Betty Grable, Joanne Woodward, Barbara Stanwyck e molte altre celebrità del cinema e della televisione, oltre che il suo premio Oscar, i suoi disegni ed i suoi strumenti di lavoro.

## Filmografia
- Bill sei grande! (When Willie Comes Marching Home), regia di John Ford (1950)
- La tua bocca brucia (Don't Bother to Knock), regia di Roy Ward Baker (1952)
- Primo peccato (Dreamboat), regia di Claude Binyon (1952)
- Gli uomini preferiscono le bionde (Gentlemen Prefer Blondes), regia di Howard Hawks (1953)
- Down Among the Sheltering Palms, regia di Edmund Goulding (1953)
- Tre ragazzi del Texas (Three Young Texans), regia di Henry Levin (1954)
- Il prigioniero della miniera (Garden of Evil), regia di Henry Hathaway (1954)
- Scandalo al collegio (How to Be Very, Very Popular), regia di Nunnally Johnson (1955)
- Le piogge di Ranchipur (The Rains of Ranchipur), regia di Jean Negulesco (1955)
- Dalla terrazza (From the Terrace), regia di Mark Robson (1960)

## Galleria d'immagini

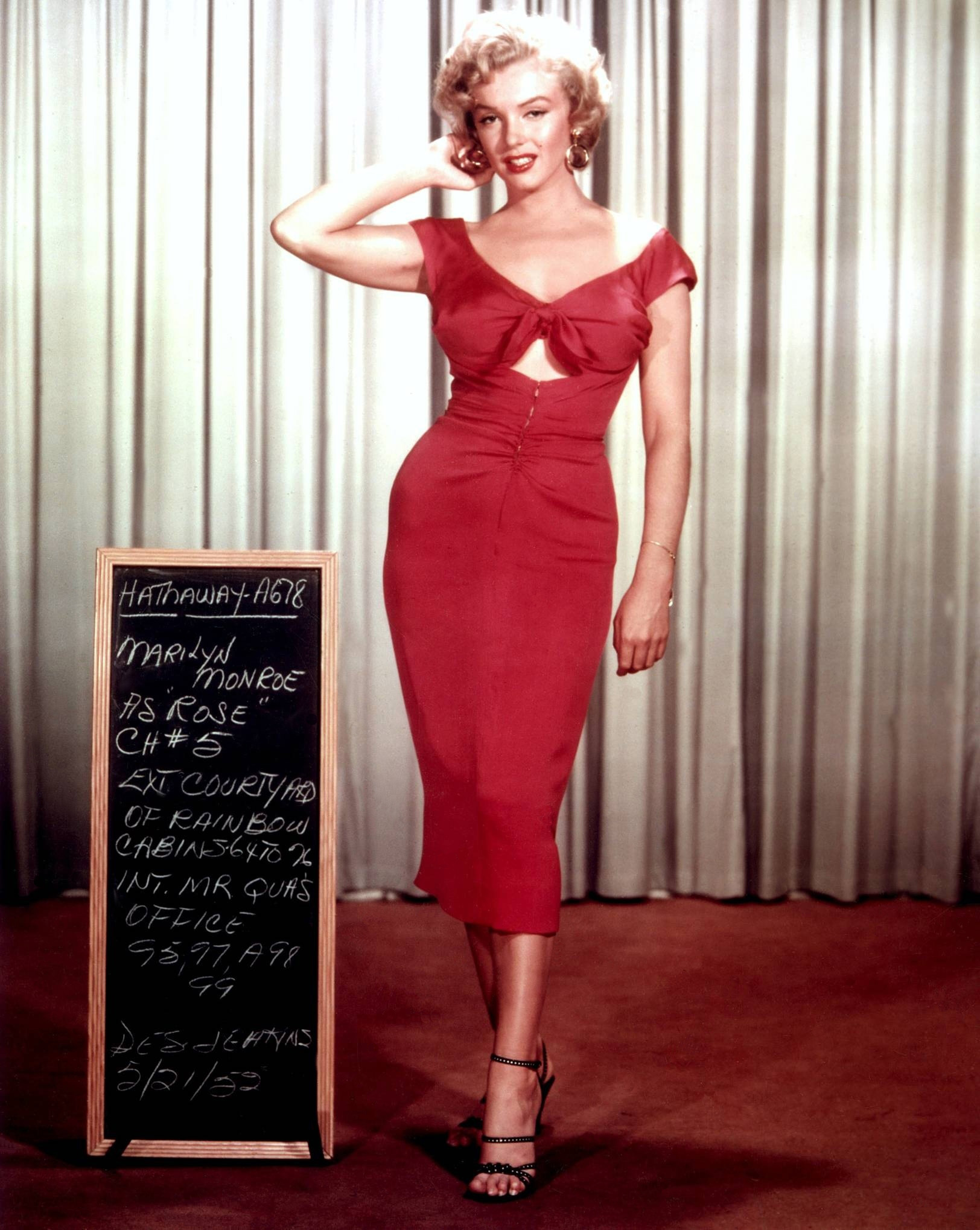
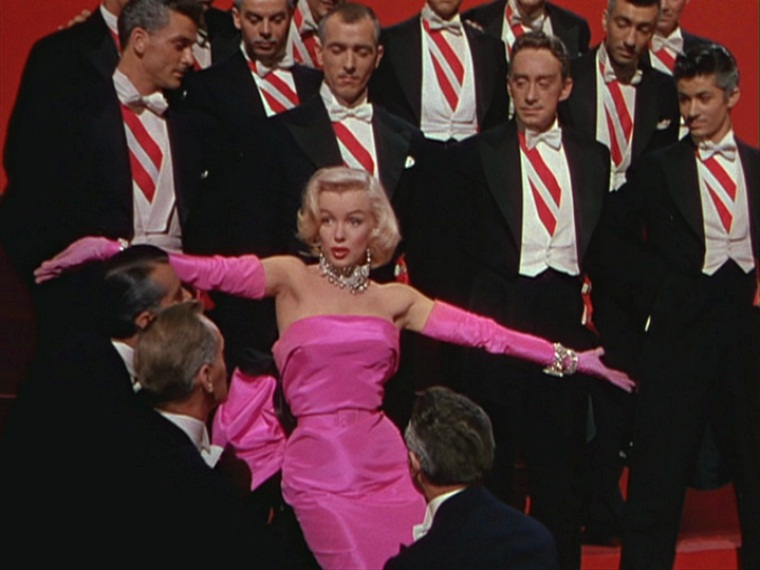
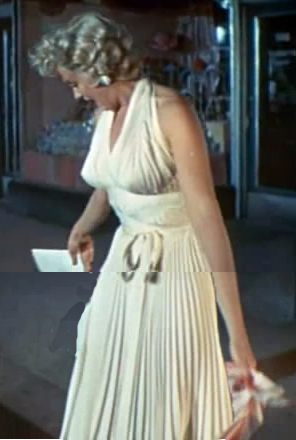
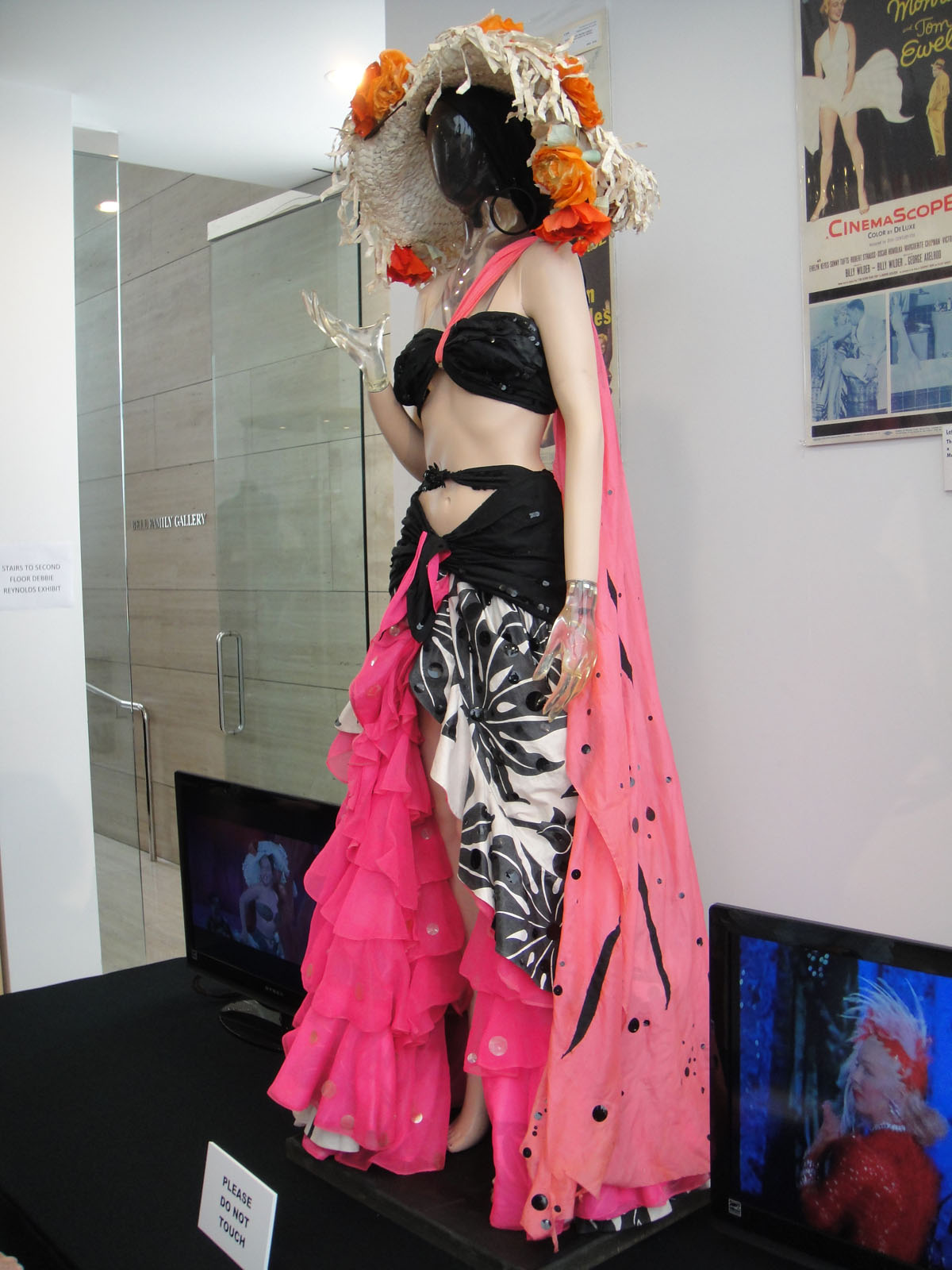